# یواس‌آرسی راش (۱۸۳۱)
یواس‌آرسی راش (۱۸۳۱) (به انگلیسی: USRC Rush (1831)) یک کشتی بود که طول آن ۷۳٫۴ فوت (۲۲٫۴ متر) بود. این کشتی در سال ۱۸۳۱ ساخته شد.